# Србињак
Србињак је заселак у општини Тињан, Истарска жупанија, Хрватска.

## Географија
Заселак се налази 5 километара западно од Тињана. 